# Solanum triplinervium
Solanum triplinervium là loài thực vật có hoa trong họ Cà. Loài này được C.V. Morton miêu tả khoa học đầu tiên năm 1944.